# Isteni sugallat
Az Isteni sugallat (eredeti címe: Joan of Arcadia) amerikai televíziós fantasztikus drámasorozat volt, amely 2003-tól 2005-ig futott az Egyesült Államokban. A főbb szerepekben Joe Mantegna, Mary Steenburgen és Amber Tamblyn. A produkciót négy Primetime Emmy-díjra és két Szaturnusz-díjra jelölték, amelyből egyet meg is nyert a legjobb televíziós színésznő kategóriában.

## Történet
Joan Girardi egy 16 éves tinédzser, aki a marylandi Arcadia városában él. Joan a középső gyermek a családban, bátyja, Kevin, volt sportoló, aki egy autóbaleset után lebénult, és az öccse, Luke, az eszes stréber. Joan apja, Will a város rendőrfőnöke. Isten megjelenik Joannek, és emlékezteti, hogy megígérte neki, hogy bármit megtesz, amit csak akar, ha hagyja, hogy Kevin túlélje az autóbalesetet. Különböző emberek, köztük kisgyerekek, tizenéves fiúk, idős hölgyek, átutazók vagy járókelők alakjában jelenik meg Joan előtt. Joant Isten olyan feladatok elvégzésére kéri, amelyek gyakran jelentéktelennek vagy jelentéktelennek tűnnek, de végül mindig egy nagyobb helyzet pozitív javulását eredményezik.

## Szereplők

### Főszereplők
- Joe Mantegna mint Will Girardi (magyar hangja: Papp János)[2], Joan, Kevin és Luke apja. Családjával elköltözött chicagói otthonukból, amikor felajánlották neki a marylandi Arcadia város rendőrfőnöki állását. Miután feltárja a város korrupcióját, az arcadiai rendőrséget feloszlatják, és ő lesz a Hogan megyei seriff hivatalának nyomozófőnöke, amely átvette a város bűnüldözési feladatait. Preston hadnagy távozása után Will a HCSD arcadiai őrsének megbízott vezetője. Van egy nővére és egy apai féltestvére, Richard, akivel kiskoruk óta rossz viszonyban van.

- Mary Steenburgen mint Helen Girardi (magyar hangja: Bertalan Ágnes)[2], Will felesége és Kevin, Joan, Luke anyja. Helen otthagyta a művészeti iskolát, miután egy ismeretlen elkövető megerőszakolta. Titkárnőként dolgozik az Arcadiai Középiskolában, és Grace Államban lesz művésztanár. Katolikus hitben nevelkedett, de soha nem gyakorolta. Miután Arcadiába költözött, fontolóra vette, hogy visszatérjen az egyházhoz.

- Amber Tamblyn mint Joan Girardi (magyar hangja: Vadász Bea)[2], a Girardi család középső gyermeke, aki beszél Istennel. Gyakran ad neki megbízásokat vagy feladatokat, amelyek általában pozitív kimenetelűek, de a lányt gyakran elkeseríti az utasítások véletlenszerűsége és az, hogy Isten nem hajlandó válaszolni a közvetlen kérdésekre. Adam Rove-val romantikus kapcsolatban áll, de később szakítanak. Részmunkaidőben kiskereskedelmi alkalmazottként dolgozik egy helyi könyvesboltban.

- Jason Ritter mint Kevin Girardi (magyar hangja: Haumann Máté)[2], a Girardi család legidősebb gyermeke. Másfél éve egy autóbalesetben lebénult, miután nem tudta megállítani egy barátját, aki ittasan vezetett. A sportolónak a baleset előtt az Arizonai Egyetemre kellett volna járnia baseball-ösztöndíjjal. Kezdetben a helyi újságnál dolgozik, mint tényellenőr. Később újságírói karriert fut be, és helyi híradós lesz.

- Michael Welch mint Luke Girardi (magyar hangja: Czető Roland)[2], a legfiatalabb Girardi gyerek. Luke egy természettudományos stréber és kitűnő tanuló. Rövid romantikus kapcsolata van Glynis Figliolával, később pedig kapcsolatot kezd Grace Polkkal.

- Chris Marquette mint Adam Rove (magyar hangja: Gacsal Ádám)[2], Joan legjobb barátja és későbbi párja. Adam Elizabeth és Carl Rove egyetlen gyermeke. Adam introvertált, de tehetséges művész és Helen egyik tanítványa.

- Becky Wahlstrom mint Grace Polk (magyar hangja: Bogdányi Titanilla)[2], Adam és Joan legjobb barátja és Luke későbbi barátnője. Sarah és Rabbi Polanski egyetlen gyermeke, Grace rendkívül szókimondó mindenkivel szemben. A középiskolája igazgatóhelyettesét, Gavin Price-ot különösen nem szívleli. Lázadó hírneve ellenére rendkívül intelligens. Miután évekig halogatta, Grace végre megtartja bat-micvóját.

### Mellékszereplők
- David Burke mint Ken Mallory atya, Helen barátja és egy közeli templom lelkésze.
- Haylie Duff mint Stevie Marx
- Patrick Fabian mint Gavin Price, az Arcadia Középiskola igazgatóhelyettese, aki népszerűtlen a diákok körében.
- John Getz mint Gabe Fellowes kerületi ügyész, egy korrupt köztisztviselő, akit letartóztatnak az Arcadia városi kormányzat korrupciós ügyeiben folytatott nyomozás során.
- April Grace mint Toni Williams nyomozó, mint Will Girardi társa az Arcadiai Rendőrségen, majd később a Hogan megyei seriffhivatalban.
- Sprague Grayden mint Judith Montgomery, Joan barátnője a nyári pszichiátriai táborból.
- Elaine Hendrix mint Ms. Lischak, kémia és fizika tanárnő.
- Aaron Himelstein mint Friedman, Luke legjobb barátja.
- Wentworth Miller mint Ryan Hunter, egy fiatal, sármos milliomos, aki szintén beszél Istennel, de saját baljós tervei vannak.
- Derek Morgan mint Roy Roebuck, Hogan megye helyettes seriffje. Korábban az Arcadiai Rendőrkapitányság Belső Ügyek Osztályának vezetőjeként dolgozott, mielőtt kénytelen volt átkerülni az Arcadiai Tűzoltósághoz gyújtogatási nyomozónak. Az arcadiai városi önkormányzat megszűnése után Roy a Hogan megyei seriffhivatal arcadiai őrsének parancsnoka lett. Lemond, miután megtudja, hogy két tisztje korrupt volt, és meggyilkoltak egy tanút.
- Erik Palladino mint Michael Daghlian hadnagy, az arcadiai rendőrség vezető nyomozója Will Girardi főnök alatt. Kirúgják, miután bizonyítékokat távolított el egy hivatalos jelentésből.
- Sydney Tamiia Poitier mint Rebecca Askew, egy riporter az újságnál, ahol Kevin dolgozik, és aki kapcsolatba kerül vele.
- Annie Potts mint Lucy Preston hadnagy, a Hogan megyei seriffhivatal belső ügyosztályának korábbi vezetője. Ő váltotta Roy Roebuck seriffhelyettest a Hogan megyei seriffhivatal parancsnokaként. Ő és Will hamar közel kerülnek egymáshoz, mind szakmailag, mind emberileg, de Will hamarosan kényelmetlenül érzi magát a rendőrségi módszerei miatt - és a Judith Montgomery gyilkosának halálában való nyilvánvaló bűnrészessége miatt. Preston Washingtonba helyezi át magát, hogy az Egyesült Államok Igazságügyi Minisztériumában kapjon munkát.
- Kevin Rahm mint Dana Tuchman, az Arcadia Középiskola tanácsadója.
- Paul Sand mint Polanski rabbi, Grace apja.
- Mark Totty mint Carlisle nyomozó, Will Girardi szemét kajafüggő társa a Hogan megyei seriffhivatalban.
- Mageina Tovah mint Glynis Figliola, Luke barátja és egykori barátnője.
- Constance Zimmer mint Lilly Watters nővér, egy volt apáca, aki tanácsot ad Helen Girardinak, és Kevin-nel randizik.

### Vendégszereplők
- Michael Badalucco mint Payne atya
- Hilary Duff mint Dylan Samuels
- Alexis Dziena mint Bonnie
- Louise Fletcher mint Eva Garrison
- Cloris Leachman mint Olive néni
- Shelley Long mint Miss Candy
- Lauren Mayhew mint Elle
- Armin Shimerman mint Ronald Harbison
- Tyler James Williams mint a fiú a folyosón

## Epizódok
| Évad | Epizódszám | Eredetileg sugárzott  | Eredetileg sugárzott    |
| Évad | Epizódszám | Első rész megjelenése | Utolsó rész megjelenése |
| ---- | ---------- | --------------------- | ----------------------- |
| 1.   | 23         | 2003. szeptember 26.  | 2004. május 21.         |
| 2.   | 22         | 2004. szeptember 24.  | 2005. április 22.       |

## Fogadtatása

### Kritikai visszhang
A Rotten Tomatoes átlagban 96%-os minősítésre értékelte a sorozatot, amely során az első évad 92%-ot ért el 25 értékelés alapján, a második pedig 100%-ot 5 értékelés alapján. Az első évad összefoglalója szerint: „A bátor Amber Tamblyn a nézőket a válaszokat kereső és elgondolkodtató Isteni sugallat című sorozatban pásztorolja, amely az isteni beavatkozásról szóló, elragadóan földhözragadott produkció.” Steve Johnson a Chicago Tribune-től azt írta: „Mindezt a családi viszonyok realizmusával és humorával hozza haza.” David Zurawik a Baltimore Suntól azt írta: „Van egy kemény éle és egy hozzáértő humorérzéke, amely megakadályozza, hogy a dráma valaha is cukrosnak vagy nyálasnak tűnjön.” Alessandra Stanley a New York Timestól azt írta: „Különös és érdekes pillantás a bűnügyi helyszínekre, törvényszéki laboratóriumokra és kihallgatószobákra, mint egy boldogtalan tinédzserlány családi válságainak és növekedési fájdalmainak hátterére.” Alison Willmore az IndiWire-től azt írta: „A sorozatban Isten fanyar ábrázolása túlságosan világiasnak tűnt néhány vallásos csoport számára, de a sorozat meleg, vicces megközelítése az isteninek egy marylandi tinédzser életébe beépítve elbűvölő volt.”
A Metacriticen az első évadot pontozták csak, amely 79 pontot ért el a 100-ból 34 vélemény alapján. Glenn Garvin a Miami Heraldtól azt írta: „Intelligens és rendkívül szórakoztató elmélkedés a hit természetéről. Az Isteni sugallat nem egy Angyali érintés és nem is A minden6ó, hanem egyszerre ironikus, lebilincselő és teológiai kihívás.” Jonathan Storm a Philadelphia Inquirertől azt írta: „A legjobb, amit az új évad kínál, egy elegánsan megírt, nagyszerűen játszott, lelkes és megható családi dráma.” Ken Tucker az Entertainment Weeklytől azt írta: „Egy mechanikusan kitalált show ... de az biztos, hogy hangulatos tud lenni, és a hangulatos általában jobb nézettséget ér el, mint az okos.”

### Amerikai nézettség
| Évad száma | Premier              | Évad vége         | Rangsorolás | Nézők száma (millió) |
| ---------- | -------------------- | ----------------- | ----------- | -------------------- |
| 1.         | 2003. szeptember 26. | 2004. május 21.   | #54.        | 9.9                  |
| 2.         | 2004. szeptember 24. | 2005. április 22. | #70.        | 8.0                  |

## Fontosabb díjak és jelölések
| Esemény                 | Díj                | Kategória                                                | Eredmény |
| ----------------------- | ------------------ | -------------------------------------------------------- | -------- |
| 61. Golden Globe-gála   | Golden Globe-díj   | Legjobb női főszereplő (drámasorozat) – Amber Tamblyn    | Jelölve  |
| 56. Primetime Emmy-gála | Primetime Emmy-díj | Legjobb drámasorozat                                     | Jelölve  |
| 56. Primetime Emmy-gála | Primetime Emmy-díj | Legjobb női főszereplő (drámasorozat) – Amber Tamblyn    | Jelölve  |
| 56. Primetime Emmy-gála | Primetime Emmy-díj | Legjobb vendégszínésznő (drámasorozat) – Louise Fletcher | Jelölve  |
| 57. Primetime Emmy-gála | Primetime Emmy-díj | Legjobb vendégszínésznő (drámasorozat) – Cloris Leachman | Jelölve  |
| 30. Szaturnusz-gála     | Szaturnusz-díj     | Legjobb televíziós színésznő – Amber Tamblyn             | Elnyerte |
| 31. Szaturnusz-gála     | Szaturnusz-díj     | Legjobb televíziós színésznő – Amber Tamblyn             | Jelölve  |

## Fordítás
- Ez a szócikk részben vagy egészben  a   Joan of Arcadia című angol Wikipédia-szócikk ezen változatának fordításán alapul.  Az eredeti cikk szerkesztőit annak laptörténete sorolja fel. Ez a jelzés csupán a megfogalmazás eredetét és a szerzői jogokat jelzi, nem szolgál a cikkben szereplő információk forrásmegjelöléseként.